# Luis Moreno Ocampo
Luis Gabriel Moreno Ocampo (Buenos Aires, 4 de juny de 1952) és un advocat argentí. Va ser el primer fiscal cap del Tribunal Penal Internacional (2003-2012). Prèviament va tenir un rol fonamental en la transició democràtica argentina (1983-1991).
Com a primer Fiscal del Tribunal Penal Internacional el seu mandat va ser establir l'Oficina del Fiscal i decidir on iniciar les primeres recerques. Durant la seva gestió l'Oficina del Fiscal va analitzar 17 situacions al voltant del món i va obrir recerques en 7 països diferents. Va aconseguir el processament per crims de lesa Humanitat en contra de tres caps d'estat, incloent-hi el president del Sudan Omar al-Bashir, el president de Costa d'Ivori Laurent Gbagbo, el líder suprem de Líbia Moammar al-Gaddafi, i altres 28 persones considerades màximes responsables de crims atroços comeses en set països diferents.
Als 32 anys Moreno Ocampo va ser el fiscal adjunt del Judici a les Juntes en 1985, on es va jutjar per primera vegada als màxims responsables de la última dictadura cívic-militar argentina, que va tenir lloc entre 1976 i 1983. També va portar endavant els judicis per negligència militar als màxims responsables de la guerra de les Malvines, casos de corrupció d'alts funcionaris governamentals, i els judicis per les rebel·lions militars de gener de 1988 i l'última de desembre de 1990. Quan va acabar aquest procés, va renunciar al seu càrrec i es va dedicar a l'activitat privada abans de prendre possessió del càrrec de Fiscal Cap del Tribunal Penal Internacional en 2003.

## Biografia
Luis Moreno Ocampo es va graduar com advocat a la Universitat de Buenos Aires en 1978. Entre 1980 i 1984 va ser prosecretari i secretari lletrat, assessorant el procurador general de la Nació Argentina en la preparació de dictàmens, enfront de la Cort suprema de justícia.

En 1985 va ser el fiscal adjunt en el Judici a les Juntes Militars, que es va dur a terme davant la Cambra Federal d'Apel·lacions en el Penal, on es va jutjar als màxims responsables de les Juntes Militars que van governar l'Argentina durant l'última dictadura militar instaurada en 1976. En aquest judici, la fiscalia va provar la responsabilitat penal dels expresidents Jorge Rafael Videla, i Roberto Viola, dels almiralls Emilio Massera i Armando Lambruschini, i del Brigadier Orlando Agosti, que van ser condemnats el 9 de desembre de 1985.
Es va tractar del primer cas contra comandants militars per l'assassinat en massa de persones des dels Judicis de Nuremberg. La professora de Harvard Kathryn Sikkink ho considera una peça central de la Cascada de la Justícia que va analitzar l'impacte dels judicis per drets humans en la geopolítica i la justícia global.
Per Moreno Ocampo "el judici a les juntes no sols va establir la responsabilitat individual de Massera, Videla i els altres comandants; li va donar veu i cara a les víctimes que van poder explicar el que els va passar. Això va modificar als que no creien en el que havia passat i va acabar per sempre amb els cops d'estat".
En 1986 Luis Moreno Ocampo va actuar en el procés contra el general Ramón Camps, excap de la policia de Buenos Aires, i d'altres vuit oficials acusats d'assassinat, segrest i tortura. Va ser també part de l'equip enviat a Califòrnia per a demanar l'extradició del general Guillermo Suárez Mason, que es va fer efectiva en 1988.
En 1988 va dirigir l'acusació contra els líders carapintadas per dos intents de cops d'estat en 1987 i 1990 i va dirigir l'acusació per incompliment de deures militars contra Leopoldo Galtieri, Jorge Anaya i Basilio Lami Dozo, per la seva actuació durant la guerra de les Malvines.
En 1992 va abandonar el seu càrrec en la Justícia i es va dedicar a l'activitat privada des del seu estudi d'advocats, portant endavant recerques sobre casos de corrupció en el sector privat, i de violació dels drets humans.
Durant 1997 va conduir un cicle televisiu a la TV argentina anomenat "Forum, La Corte del Pueblo", een el qual es recreava la sala d'un Tribunal de Justícia i es presentaven variats casos en els quals Moreno Ocampo -representant a un jutge- donava "sentència" i/o buscava mediar en conflictes entre veïns i familiars. Segons les pròpies paraules de Moreno Ocamo, FORUM “era una manera de difondre els mecanismes de mediació, portar a l'espai televisiu algunes regles pròpies del sistema judicial que es basa a respectar a les parts, i que siguin escoltades”.
Ha estat professor visitant en les universitats de Stanford (2002) i Harvard (2003), Universitat Hebrea de Jerusalem i USC, i Sènior Fellow a Yale University, Harvard University i NYU. Va ser Membre del Consell Assessor de Transparència Internacional i va ser fundador de l'ONG Poder Ciudadano.
Luis Moreno Ocampo va rebre la Legió d'Honor de França i va ser distingit en 2011 com un dels 100 Pensadors Globals per la publicació Foreign Policy”.

## Fiscal de la Cort Penal Internacional
El 16 de juny de 2003 al mateix temps que es deslligava la guerra de l'Iraq va prendre possessió del càrrec de Fiscal Cap del Tribunal Penal Internacional. Hi havia temors que la CPI no pogués funcionar. No obstant això durant els seus primers 9 anys, la Fiscalia va obrir recerques en quatre estats parts del Tribunal (República Democràtica del Congo, Uganda, República Centreafricana i Kenya). A Darfur i Líbia a requeriment del Consell de Seguretat de Nacions Unides, i a Costa d'Ivori a comanda de les seves autoritats nacionals.
31 persones van ser processades durant la seva gestió, es van dur a terme 7 audiències de confirmació de càrrecs i es van iniciar tres judicis.
Durant la seva gestió al TPI va culminar el primer judici amb la condemna a Thomas Lubanga. Ben Ferencz, qui als 27 anys va participar com a Fiscal dels judicis de Nuremberg, va tancar l'al·legat de la Fiscalia del TPI als seus 93 anys d'edat.
El 15 de juny de 2012, Moreno Ocampo va acabar el seu mandat i va ser reemplaçat per la jurista de Gàmbia, Fatou Bensouda.
En el 2013 va ser el president del panell d'experts del Banc Mundial sobre corrupció en Bangladesh.
Va prestar la seva col·laboració en el procés de desmobilització de les FARC en Colòmbia, mantenint reunions amb el president Juan Manuel Santos, els Generals de les Forces Armades Colombianes i amb els líders de les FARC a l'Havana.
Va visitar l'Iraq en 2015 per a entrevistar víctimes d'Estat Islàmic que havien atacat a la comunitat iazidi. Va ser dels primers a qualificar els crims comesos com a genocidi.
En 2017 va assessorar a Luis Almagro, Secretari General de l'Organització d'Estats Americans (OEA) sobre el procés de recerca de les denúncies contra Veneçuela. A conseqüència de l'informe produït sis països (Colòmbia, Paraguai, Argentina, Perú, Xile i Canadà) van referir la situació de Veneçuela al Tribunal Penal Internacional.

## Controvèrsies
En 2017 el diari digital francès Mediapart va rebre de fonts desconegudes una còpia de tots els correus electrònics de Moreno Ocampo. Sobre aquesta base, Der Spiegel va revelar l'existència de comptes i empreses offshore pertanyents a Moreno Ocampo, qui no va negar la seva existència, al·legant que treballava offshore en no pagar impostos a l'Argentina, perquè no vivia en aquest país des de 2003.
Com a part d'aquesta mateixa recerca l'European Investigative Collaborations EIC va revelar que Moreno Ocampo va tenir com a client a Hassan Tatanaki, un magnat libi sospitat d'haver fet costat a criminals de guerra en Líbia. Es va aclarir que Tatanaki intentava fer justícia a Líbia i que mai va ser sospitós de cometre crims pel TPI.
També va ser criticat per la recerca que va portar endavant (a comanda de donants de la Fundació Felices los Niños, sobre un informe que va realitzar el programa Telenoche Investiga, sobre al sacerdot Julio César Grassi, condemnat en 2009 per abús sexual infantil i corrupció de menors.
En 2005 Moreno Ocampo es va veure embolicat en una controvèrsia quan el seu assessor de premsa Christian Palme el va denunciar per assetjament sexual a una periodista sud-africana. La denúncia va ser investigada per tres jutges del TPI, que van prendre declaracions a la periodista i després van desestimar la denúncia. Seguint el consell d'un advocat expert en relacions laborals internacionals, Christian Palme va ser deixat cessant. Aquesta mesura va ser revocada perquè el tribunal de l'Organització Mundial del Treball va considerar que no s'havia provat que Palme tingués malícia en fer la seva denúncia.